# Olyra juruana
Olyra juruana är en gräsart som beskrevs av Carl Christian Mez. Olyra juruana ingår i släktet Olyra och familjen gräs. Inga underarter finns listade i Catalogue of Life.